# ألبرتو بينيتو إراولا
ألبرتو بينيتو إراولا (بالإسبانية: Alberto Benito Castañeda)‏ هو لاعب كرة قدم إسباني، ولد في 17 يونيو 1972 في مدريد في إسبانيا. شارك مع منتخب إسبانيا تحت 19 سنة لكرة القدم ومنتخب إسبانيا تحت 20 سنة لكرة القدم. أما مع النوادي، فقد لعب مع فالنسيا ميستايا ونادي ديبورتيفو طليطلة ونادي فالنسيا ونادي قادش.

## وصلات خارجية
- ألبرتو بينيتو إراولا على موقع قاعدة بيانات كرة القدم.إي يو (الإنجليزية)